# 新烏斯佩尼夫卡
47°3′0″N 35°1′51″E / 47.05000°N 35.03083°E
新烏斯佩尼夫卡（烏克蘭語：Новоуспенівка）是位於烏克蘭東南部的村莊，由扎波羅熱州梅利托波爾區的新烏斯佩尼夫卡市鎮負責管轄。該村始建於1861年，面積3.57平方公里，海拔高度73米，2001年人口1,014，人口密度每平方公里284人。